# Dermestinos
Dermestinos (Dermestini) é uma tribo de dermestídeos da subfamília Dermestinae.

## Gêneros
- Derbyana Lawrence & Slipinski, 2005
- Dermestes Linnaeus, 1758